# Сантьягу-де-Кандозу
Сантьягу-де-Кандозу (порт. Santiago de Candoso) — район (фрегезия) в Португалии, входит в округ Брага. Является составной частью муниципалитета Гимарайнш. Находится в составе крупной городской агломерации Большое Минью. По старому административному делению входил в провинцию Минью. Входит в экономико-статистический субрегион Аве, который входит в Северный регион. Население составляет 2004 человека на 2001 год. Занимает площадь 2,26 км².
Покровителем района считается Иаков Зеведеев (порт. São Tiago).